# Sette strade al tramonto
Sette strade al tramonto (Seven Ways from Sundown) è un film del 1960 diretto da Harry Keller.
È un film western statunitense con Audie Murphy, Barry Sullivan, John McIntire e Venetia Stevenson. È basato sul romanzo Seven Ways from Sundown di Clair Huffaker.

## Produzione
Il film, diretto da Harry Keller su una sceneggiatura e un soggetto di Clair Huffaker (autore del romanzo), fu prodotto da Gordon Kay per la Universal Pictures e girato nel Red Rock Canyon (scene nel deserto) e a St. George nello Utah.

## Distribuzione
Il film fu distribuito con il titolo Seven Ways from Sundown negli Stati Uniti dal 25 settembre 1960 al cinema dalla Universal Pictures.
Alcune delle uscite internazionali sono state:
- in Germania Ovest il 20 dicembre 1960 (Sieben Wege ins Verderben)
- in Austria nel gennaio del 1961 (Sieben Wege ins Verderben)
- in Finlandia il 6 gennaio 1961 (Takaa-ajo lännessä)
- in Danimarca il 24 marzo 1961
- in Belgio (Les 7 chemins du couchant)
- in Francia (Les 7 chemins du couchant)
- in Brasile (Matar por Dever)
- in Grecia (Oi epta dromoi tis Kolaseos)
- in Italia (Sette strade al tramonto)